# Menhire auf Malta

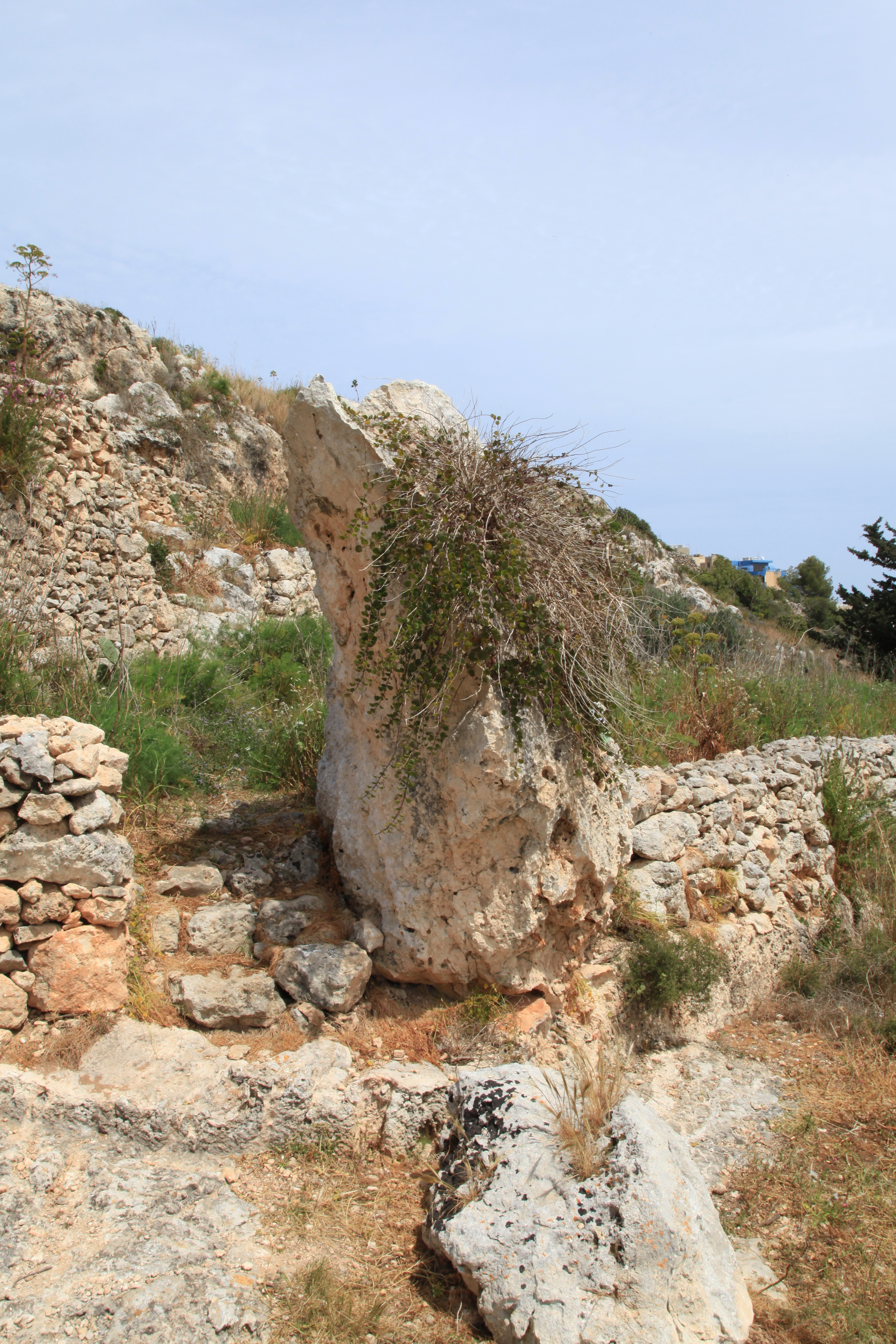
Menhir am Heritage Trail in Xemxija

Als Menhire auf Malta gelten lediglich acht Menhire, die in den südlichen Teilen der großen Inseln des Archipels stehen. In der Regel stehen sie an sanften Hängen mit Höhen zwischen 20 und 90 Metern. Höher stehen mit 120 m nur die Menhire von Dir-Qala auf Gozo, wo sich auch der größte mit einer Höhe von 3,3 m befindet.
Zur Existenz der Menhire gibt es zwei Thesen. Die erste erklärt die Menhire zu Resten der Tempelkultur. Dies wird durch Ausgrabungen am Skorba Menhir legitimiert – der sich als oberer Teil eines Monolithen des Tempels aus der Ġgantija-Phase entpuppte. Tempelkeramik wurde auch in der Nähe des Tal-Ħofra-Menhirs bei Gudja festgestellt. Nach Meinung des Ausgräbers sollten die maltesischen Menhire dieser Phase zugeschrieben werden. Menhire sind ansonsten indes ein Phänomen der Bronzezeit. Interessant ist, dass das die Menhire in Apulien und auf Korsika, ähnlich wie auf den maltesischen Inseln, oft in der Nähe von Dolmen stehen.
Eine weitere Erklärung für die Existenz von Menhiren ist, dass die Steine durch natürliche Phänomene geformt wurden. Die gilt angeblich für den Menhir in der Nähe von Il-Miġbħa auf dem Hügel bei Xemxija. Die maltesischen Menhire sind in der Regel unbearbeitet. Das Material besteht entweder aus Korallen (Qala, Ta' Għammar) oder Globigerinida-Kalkstein (Kirkop, Marsaskala), was durch die Verfügbarkeit in der Nähe bestimmt wird.
Im Gegensatz zu kontinentaleuropäischen Beispielen wurde keine signifikante Orientierung mit den maltesischen Monolithen in Verbindung gebracht. Eine Reihe (wie der Is-Salib – dt. das Kreuz) trägt Markierungen der Christianisierung während der letzten 500 Jahre, was auf eine zuvor heidnische Bedeutung weist.